# Philippe Langlois (écrivain)
Pour les articles homonymes, voir Philippe Langlois et Langlois.
Philippe Langlois (Ph’lippe Langliais en jersiais), né le 22 septembre 1817 à Saint-Laurent et mort le 19 juin 1884, est un écrivain et poète de langue jersiaise et normande. Il écrivait sous les noms de plume de « Un Luorenchais » et « P.L. ».
D’une vieille famille de Saint-Laurent, Ph’lippe Langliais fit des études de médecine à Caen, Paris et Dublin. Devenu savant et homme de science, il fut également député, juge de la cour royale (élu le 27 juin 1876) et major et officier médical dans la police honorifique.
En tant que président de laSociêté Jèrriaise, Langliais collabora aux débuts du Glossaire du Patois Jersiais avec son compatriote Asplet Le Gros.
Langlois fut un poète prolifique : à chaque poésie qu’il publia correspond peut-être deux fois plus qui resta à l’état de manuscrit, en français et en anglais.
Ses meilleures pièces en jersiais et les plus connues sont lé Vièr Temps et lé Jèrriais.

## Source
- (nrm) Cet article est partiellement ou en totalité issu de l’article de Wikipédia en narum intitulé « Philippe Langlois » (voir la liste des auteurs).